# Bernaldina José Pedro
Bernaldina José Pedro (Guiana, 25 de março de 1945 – Boa Vista, 24 de junho de 2020), mais conhecida como Vovó Bernaldina, foi uma ativista brasileira, líder tribal e xamã. Membra do povo Macuxi, Era conhecida por seu conhecimento dos costumes tribais. Pedro também era conhecido por seu forte apoio ao Papa Francisco. Morreu em 2020 de complicações relacionadas à COVID-19.

## Biografia
Pedro nasceu Koko Meriná Eremunkon em 25 de março de 1945 na Guiana. Fazia parte do povo Macuxi, um povo indígena que vive na Guiana, Norte do Brasil e Venezuela. Pedro acabou casando-se com uma família Macuxi que morava no norte do Brasil e, com o passar dos anos, tornou-se a líder de sua nova comunidade. Tornou-se conhecida como uma defensora dos direitos dos povos indígenas, defendendo o estabelecimento de uma reserva de terras para o povo Macuxi. Além disso, tornou-se conhecida como alguém que conhecia bem a medicina tradicional, música, artesanato e cultura. Uma forte apoiadora do Papa Francisco, em 2018, Pedro conheceu o Papa em um evento público em Roma.
Durante a pandemia de COVID-19, Pedro administrou a resposta de sua aldeia à pandemia. Acabou contraindo o vírus e morreu de complicações em 24 de junho de 2020.